# جهاز استشعار لاسلكي في خطوط الكهرباء

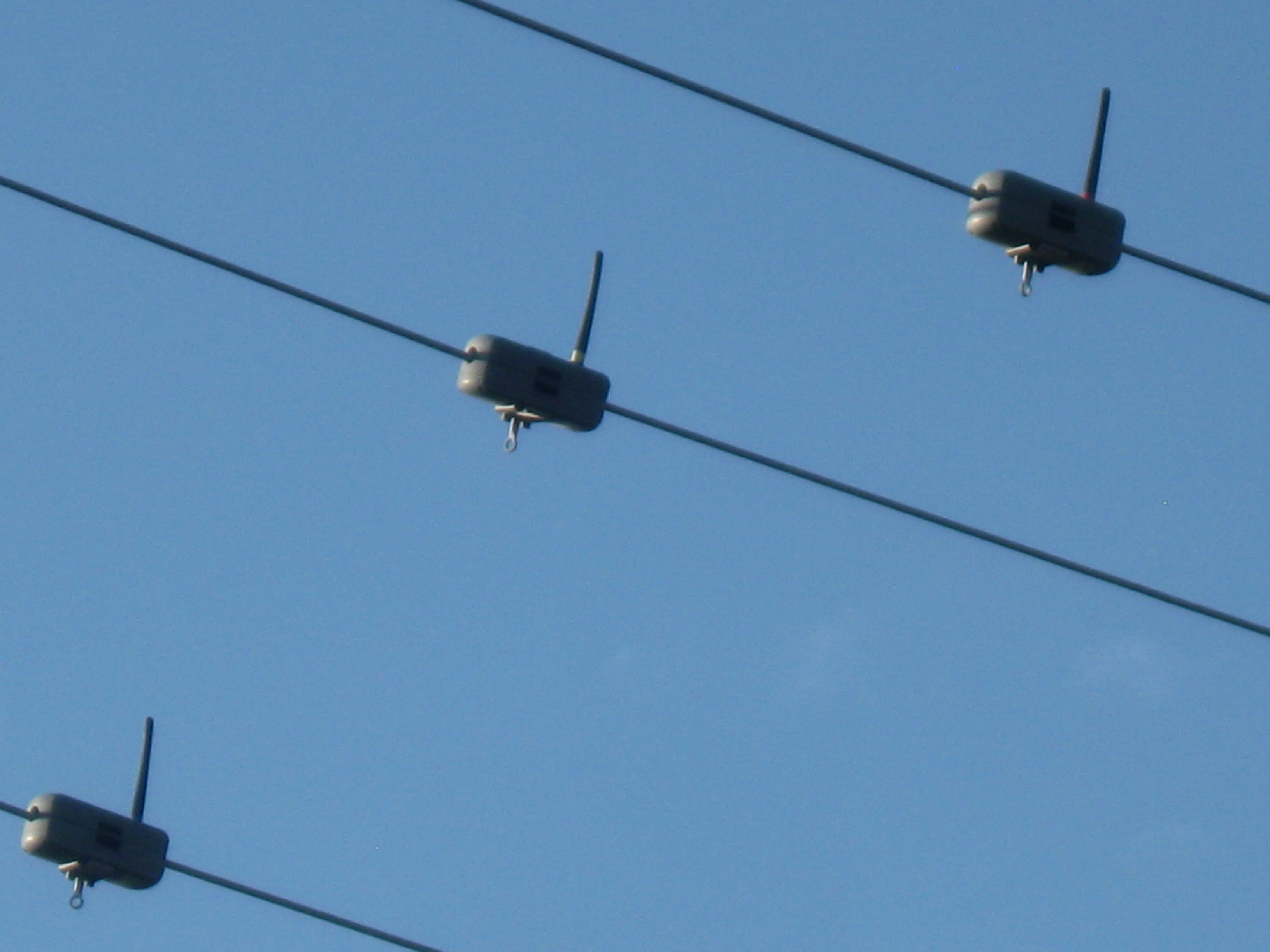
جهاز إستشعار لاسلكي معلق على كل وجة في برج جهد عالى 4160 فولت

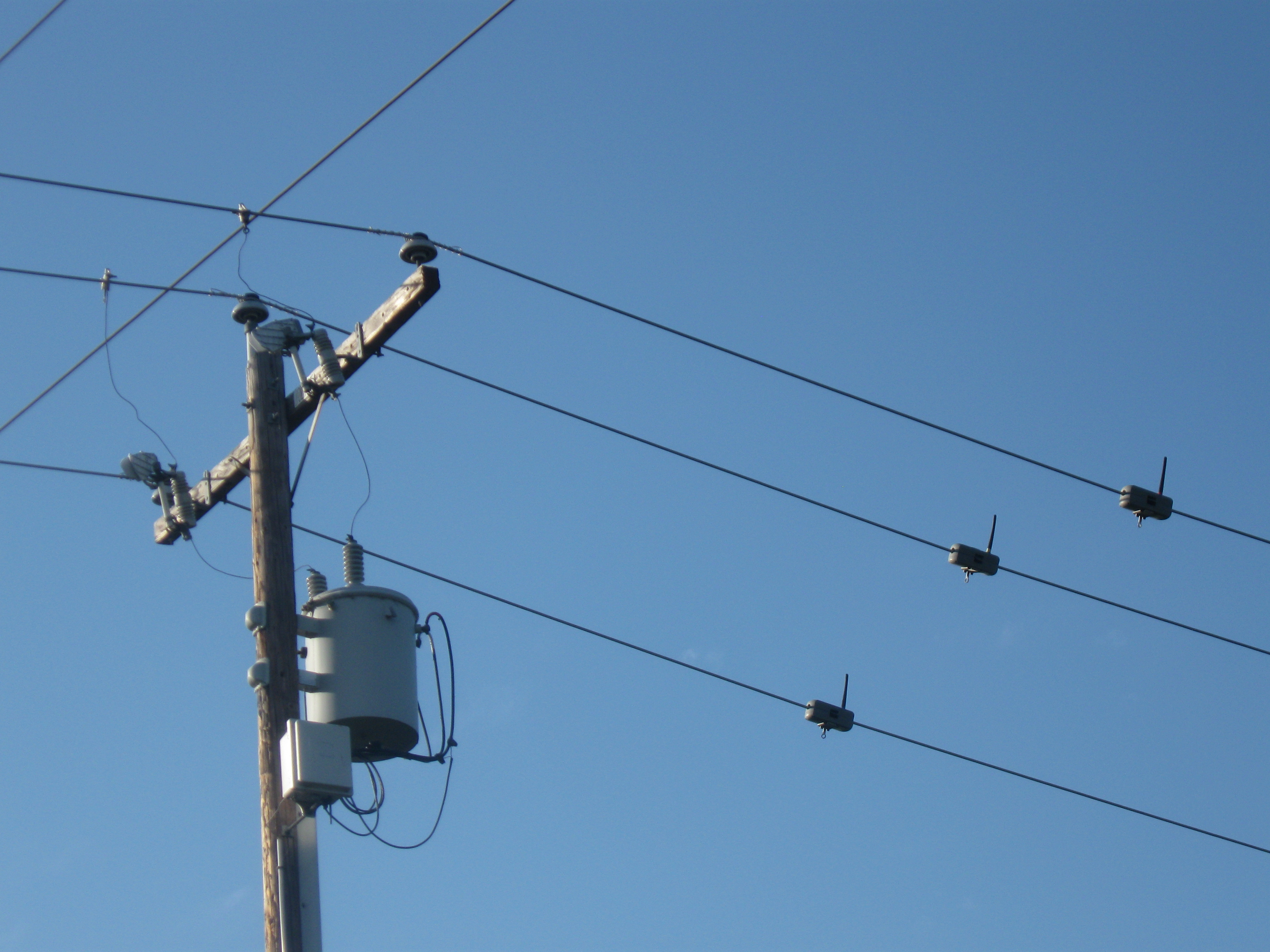
ثلاث أجهزة إستشعار لاسلكية على بعد 2 متر من محول توزيع

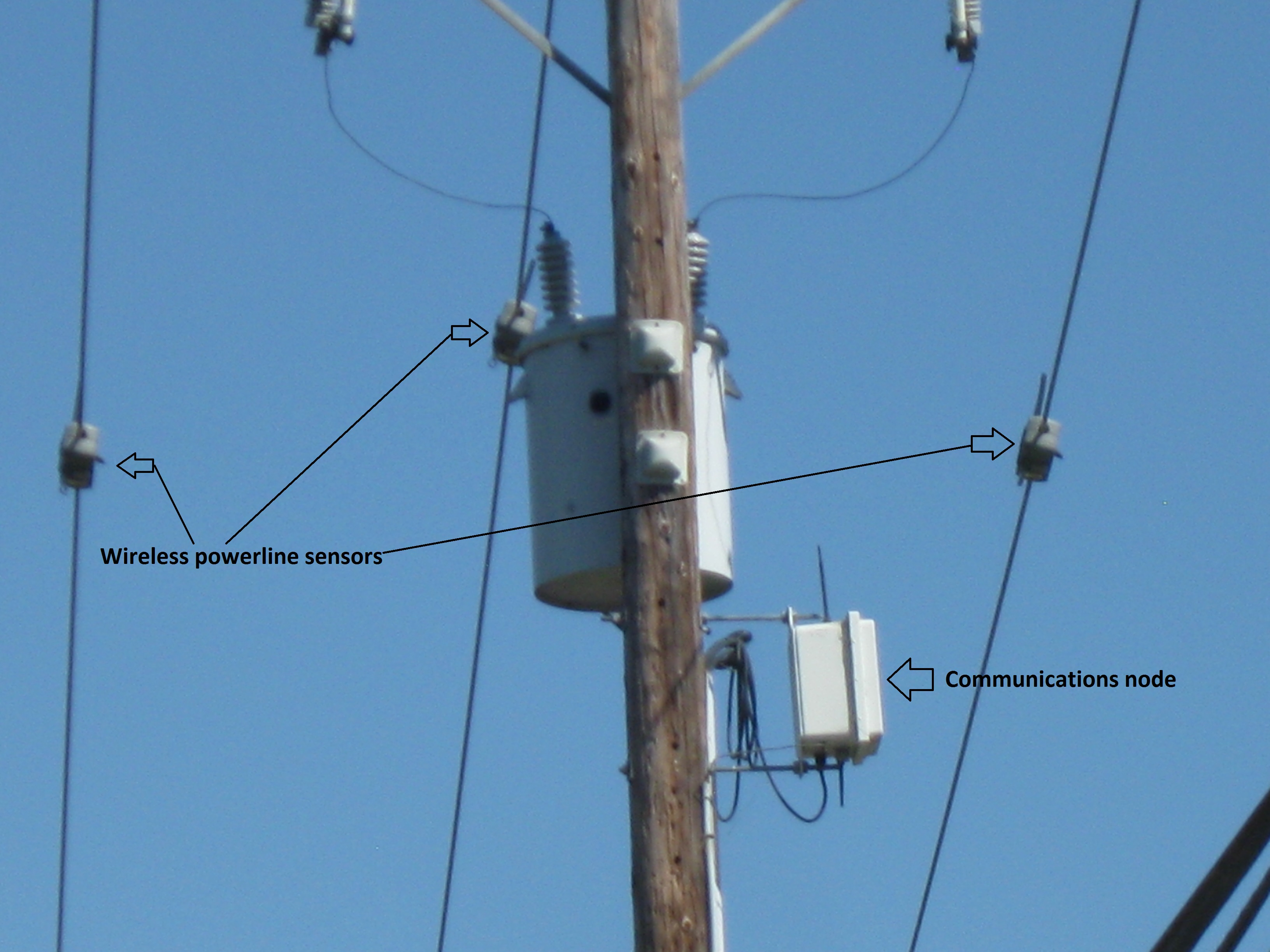
ثلاث أجهزة إستشعار لا سلكيه معلقه على برج ضغط عالى

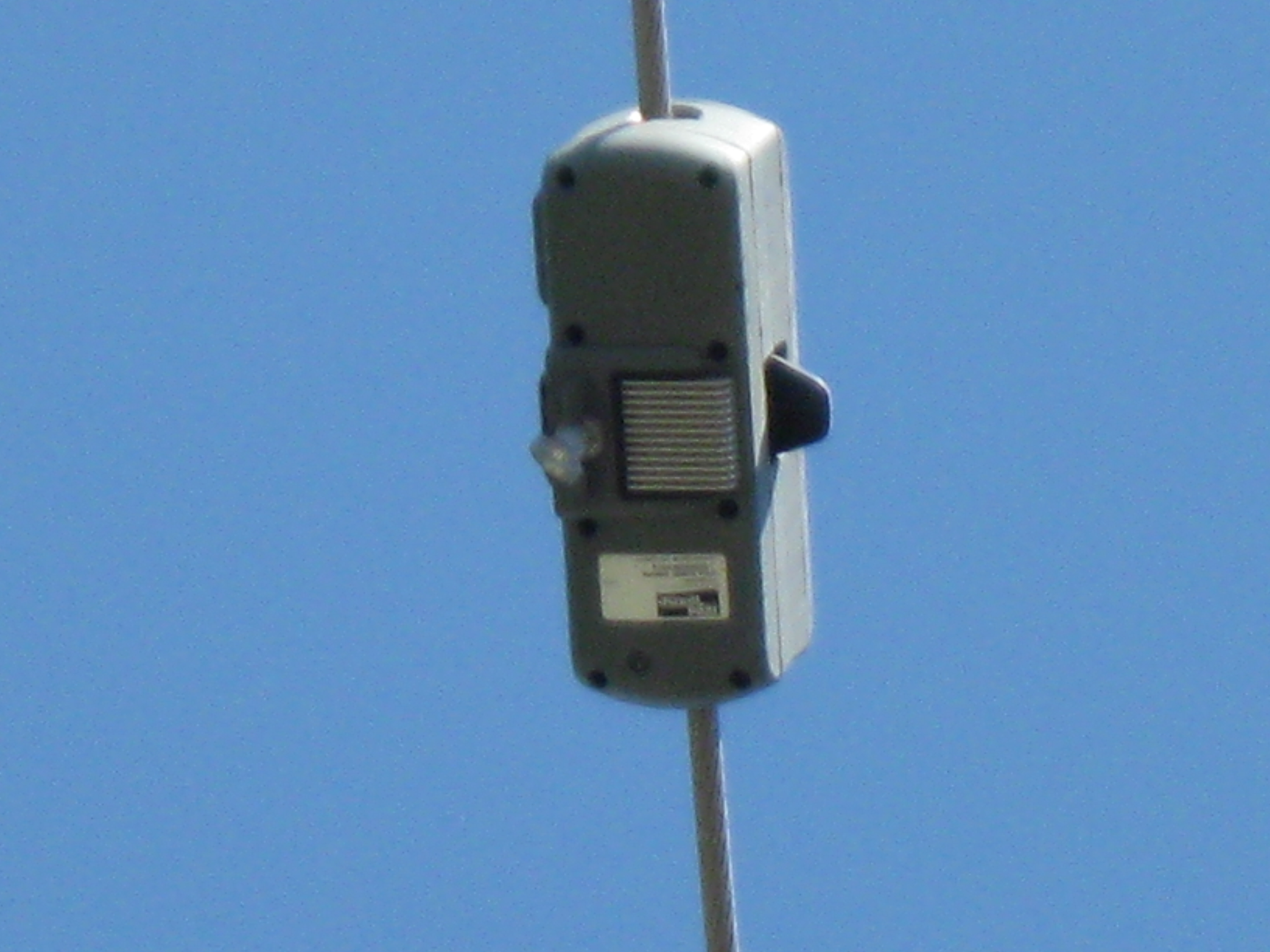
نظرة عن قرب لجهاز إستشعار لاسلكي معلق بإحدى أوجه أبراج الجهد العالى

جهاز استشعار لاسلكي في خطوط الكهرباء هو حساس يتم تعليقه في خطوط الجهد العالي بهدف إرسال القياسات إلى نظام جمع البيانات . ويتم تعليقه ببساطه حول الكابل المراد قياسه  ويتغذى إما بالمجالات المغناطيسية حول الكابل أو باستخدام الطاقة الشمسية .
وتساعد هذة القياسات على توفير الخدمات بأقل تكلفة وبأعلى كفاءة .

## القياسات
الغرض الأساسي من جهاز الإستشعار اللاسلكي هو قياس قيمة التيار , ولكن يمكن استخدام هذا الجهاز لقياس كل من :
- درجة حرارة الموصل .
- درجة الحرارة المحيطة بالموصل .
- حركة الرياح .
- زاوية ميلان الخط.
- المجالات الكهربائية .